# Nina Nesbitt
Nina Nesbitt (Livingston, Egyesült Királyság, 1994. július 11. –) skót énekes-dalszerző. Stay Out kislemeze a skót kislemezlista 11. helyére került. Ed Sheeran exbarátnője.
2011-es Live Take középlemeze nem ért el sikereket. Egy Sheerannel közös előadás után megjelent a BBC Radio 1 műsorában bemutatott The Apple Tree EP-je, ami az iTunes listájának hatodik helyén állt. A Way in the World 2013. július 23-án jelent meg. 2013. augusztusában a John Lewis & Partners reklámjához elkészítette a Fleetwood Mac Don’t Stop dalának feldolgozását, ami a kislemezlista 61. helyére került. Peroxide stúdióalbuma a skót albumlista első helyét érte el.
Jessie Ware-nek, Olivia Holtnak, Don Diablónak és a The Shiresnak is több dalt írt. Mountain Music albuma 2024-ben jelent meg.

## Fiatalkora
Édesapja mérnök, édesanyja társadalmi munkás. A bellsquaryi általános iskolába járt, 12 éves korában családja Balernóba költözött.
Tizenöt évesen kezdett gitározni. Miután meghallgatta Taylor Swift Fearless albumát, feltöltötte első feldolgozását a YouTube-ra, majd a pozitív visszajelzések hatására további dalokat vett fel. Gyerekként regionális és országos tornászbajnokságokon is részt vett, valamint tagja volt a nemzetközösségi játékok skót csapatának.

## Pályafutása

### Kezdetek
Live Take középlemezét 2011. december 5-én adta ki az N2 Records. Később Ed Sheeran és Example koncertjein is részt vett, valamint szerepelt Sheeran Drunk című dalának videóklipjében.

### The Apple Tree, Boy, Stay Out és Way in the World
The Apple Tree középlemezét 2012. április 23-án adta ki az AWAL; miután a BBC bemutatta, az iTunes letöltési listáján a hatodik, énekes-dalszerzői listáján az első helyet érte el. Október 9-e és 18-a között Josh Kumra és Billy Lockett részvételével Skóciában és Angliában koncertturnéra indult, ahol bemutatta az Island Records által kiadott Boyt. A Stay Out 2013. április 8-án jelent meg; az azonos nevű dal a listák 21. helyére került. A Way in the World július 21-én, az azonos nevű dal kislemezként június 12-én jelent meg. A John Lewis & Partners reklámjához elkészült a Fleetwood Mac Don’t Stopjának feldolgozása. A 2014-es labdarúgó-világbajnokság-selejtező Skócia–Belgium mérkőzése előtt a Hampden Parkban elénekelte a Flower of Scotlandet.

### Peroxide
2013. november 25-én közösségimédia-felületein bejelentette, hogy első, Peroxide című stúdióalbuma 2014. február 17-én jelenik meg az Egyesült Királyságban. Az albumot bemutató turnéja Edinburgh-ban kezdődött. Az album a skót albumlista élére került. A Selfies kislemezt 2014. február 9-én adták ki. A Nina Nesbitt középlemez 2014. április 1-jén, kizárólag az USA-ban jelent meg.

### Modern Love és Life in Colour
2016-ban bejelentette „radikálisan új kinézetét” bemutató albumát, a Modern Love-ot, valamint a január 26-a és 28-a közötti koncertturnéját. Miután szerepelt a Radio 1 műsorában, Chewing Gum kislemeze január 10-én letölthetővé vált az Apple Musicon és a Spotifyon. Április 27-én fellépett a Young Scot Awardson. Júniusban a Songs I Wrote for You projekt keretében a rajongók által küldött történetekből dalt írt, melyek októberben a Life in Colour középlemezen jelentek meg.

### The Sun Will Come Up, the Seasons Will Change
2016 májusában szerződést bontott kiadójával, novemberben pedig a Cooking Vinyllel szerződött. 2017. július 2-án Justin Bieber mellett lépett fel, július 14-én pedig megjelent The Moments I’m Missing kislemeze. A szeptember 8-án kiadott The Best You Had felkerült a BBC Radio 1 lejátszási listájára, valamint Taylor Swift kedvenc dalai közé, Chloë Grace Moretz pedig Twitter-oldalán mutatta be. 2018. január 11-én megjelent a Somebody Special kislemez második albumáról.
2017 októberében New Yorkban és Los Angelesben lépett fel, decemberben pedig megnyerte az SSE „evolúciós díját”.
2018 márciusában és áprilisában Jake Buggal közösen lépett fel, valamint a Spotify „Louder Together” közreműködésének keretében bemutatta a Psychopathot. A The Sun Will Come Up, the Seasons Will Change májusban promóciós kislemez formájában jelent meg. A Nesbitt szerint önsegítésről szóló dal szerepelt az Életre ítélve televíziós sorozatban. 2018 nyarán tizenegy brit fesztiválon lépett fel, valamint Londonban három telt házas koncertet adott. Augusztus 10-én bemutatta a Loyal to Me-t, októberben pedig bejelentette, hogy The Sun Will Come Up, the Seasons Will Change albuma 2019. február 1-jén fog megjelenni.
A The Sun Will Come Up, the Seasons Will Change-et a kritikusok pozitívan fogadták. A The Independent négy, a The Times három, a CelebMix viszont öt csillagra értékelte, és az év albumának nevezte. Aznap megjelent az Is It Really Me You’re Missing? kislemez, Nesbitt pedig február és április között az Egyesült Királyságban és Észak-Amerikában, május 28-a és június 1-je között pedig Ausztráliában és Új-Zélandon adott koncerteket.
2019 márciusában bejelentették, hogy fellép Jess Glynne turnéján.

### Älskar
Mielőtt Älskar című albuma 2022. szeptember 2-án megjelent, több kislemezt is kiadott. Novemberben koncertturnéra indult.

### Mountain Music
2024. március 4-én bejelentette saját kiadója, az Apple Tree Records megalapítását, melynek első kiadványai Pages és On the Run kislemezei voltak. Április 22-én közölte, hogy új albuma szeptember 22-én jelenik meg. Később fellépett Steve Nicks koncertjén, októberben pedig turnéra indult.
Szeptember 27-én megjelent Mountain Music albumát a kritikusok pozitívan értékelték. Október 29-én a Billboardban leírta a saját kiadóval kapcsolatos tapasztalatait. November 3-án elnyerte a Scottish Music Awards SGW3 független ikon díját.

## Kampányok
Részt vett a mothers2mothers HIV-ellenes szervezet félmillió fontot gyűjtő vacsoráján, valamint a Women in the World találkozóján, ahol az internet és a testkép kapcsolatáról beszélt. A Calvin Kleinnel és az American Eagle Outfitterssel is együtt dolgozott.

## Magánélete
Ed Sheeran exbarátnője, szerepelt a Drunk videóklipjében, valamint róla szólnak Sheeran Nina, Friends és Photograph című dalai. Nesbitt Peroxide albuma nagyobbrészt Sheeranről szól.
2016-ban két személy követte. Szülei 2024-ben elváltak.
Menedzsere Vicky Dowdall, az Apple Tree Records társalapítója. A The Line of Best Fitnek adott interjúban elmondta, hogy 2016 óta párkapcsolatban él Mike Duce-szal, a Lower Than Atlantis zenészével, és Last December, valamint Colours of You dalai Duce-ról szólnak.

## Diszkográfia

### Stúdióalbumok
- Peroxide (2014)
- The Sun Will Come Up, the Seasons Will Change (2019)
- Älskar (2022)
- Mountain Music (2024)

### Középlemezek
- Live Take (2011)
- The Apple Tree (2012)
- Boy (2012)
- Stay Out (2013)
- Way in the World (2013)
- Nina Nesbitt (2014)
- Modern Love (2016)
- Life in Colour (2016)

### Kislemezek
- Boy (2012)
- Stay Out (2013)
- Way in the World (2013)
- Don’t Stop (2013)
- Selfies (2014)
- Chewing Gum (2016)
- The Moments I’m Missing (2017)
- The Best You Had (2017)
- Somebody Special (2018)
- Loyal to Me (2018)
- Colder (2018)
- Is It Really Me You’re Missing (2019)
- Love Letter (2019)
- Afterhours (2019)
- Without You (2019)
- Black & Blue (2019)
- Toxic (2019)
- Last December (2019)
- Together Forever (2020)
- Miss You 2 (2020)
- Cry Dancing (2020)
- Family Values (2020)
- Summer Fling (2021)
- Life’s a Bitch (L.A.B) (2021)
- Sweet Dreams & Dynamite (2021)
- When You Lose Someone (2022)
- Dinner Table (2022)
- Pressure Makes Diamonds (2022)
- No Time (For My Life To Suck) (2022)
- Colours of You (2022)
- Need You (2022)
- Make It Easy (2023)
- Pages (2024)
- On the Run (2024)
- Mansion (2024)
- I’m Coming Home (2024)
- Anger (2024)

### Promóciós kislemez
- The Sun Will Come Up, The Seasons Will Change (2018)

## Díjak és jelölések
| Év   | Díj                           | Jelölés                                 | Kategória                  | Eredmény |
| ---- | ----------------------------- | --------------------------------------- | -------------------------- | -------- |
| 2013 | Scottish Music Awards         | Saját maga                              | Legjobb új előadó          | Elnyerte |
| 2017 | Scottish Music Awards         | Saját maga                              | Evolúciós díj              | Elnyerte |
| 2021 | Scottish Music Awards         | Saját maga                              | Nők a zenében              | Elnyerte |
| 2024 | Electronic Dance Music Awards | Saját maga                              | Év vokalistája             | Jelölve  |
| 2024 | Electronic Dance Music Awards | Luv Me A Little (Illeniummal megosztva) | Legjobb felgyorsított ütem | Elnyerte |
| 2024 | Scottish Music Awards         | Saját maga                              | Független ikon díj         | Elnyerte |

## Fordítás
- Ez a szócikk részben vagy egészben  a   Nina Nesbitt című angol Wikipédia-szócikk ezen változatának fordításán alapul.  Az eredeti cikk szerkesztőit annak laptörténete sorolja fel. Ez a jelzés csupán a megfogalmazás eredetét és a szerzői jogokat jelzi, nem szolgál a cikkben szereplő információk forrásmegjelöléseként.